# Langrisser
Langrisser (ラングリッサー) là series video game chiến thuật gồm 5 phần chính của hãng Masaya với phiên bản đầu tiên được phát hành vào ngày 26 tháng 04 năm 1991 trên hệ máy Mega Drive. Kể từ đó, các phiên bản sau lần lượt xuất hiện ở nhiều hệ máy khác như Sega Saturn, Snes, PC Engine, PC.
Tại Nhật Bản, series game này được xếp vào mục simulation RPG.

## Khái yếu
Langrisser là series game mà nội dung giữa các phiên bản có tính gắn kết chặt chẽ với nhau chứ không rời rạc như các phiên bản trong những series game nổi tiếng khác như Fire Emblem và Final Fantasy. Mỗi phiên bản trong series là một câu chuyện khác nhau nhưng tất cả đều thống nhất với nhau ở các điểm chủ chốt. Thế giới của game được xây dựng trên hai lục địa lớn: Yeless và El Sallia. Ở ba phiên bản đầu, câu chuyện xảy ra ở lục địa El Sallia và ở hai phiên bản cuối, câu chuyện diễn ra song song ở cả Yeless và El Sallia. Bối cảnh của toàn series là một thế giới tưởng tượng mang nặng âm hưởng của nước Đức thời phong kiến. Tư tưởng trong series game này được xây dựng xoay quanh thế giới nhị nguyên, mọi hiện tượng, sự vật đều có thể nhìn ở hai góc độ tốt và xấu, tùy vào góc quan sát của người chơi. Vì thế Langrisser là một series game khá phóng khoáng, không gò bó người chơi phải đi theo một con đường nhất định như nhiều game khác, ở đây người chơi có thể tự lựa chọn hướng đi riêng cho mình. Hoặc tốt, hoặc xấu, tất cả đều do người chơi tự quyết định. Nhưng cũng không có cái xấu hẳn và cái tốt hẳn. Trong một hướng đi, người chơi thấy phe đối lập với mình là xấu xa, nhưng nếu chọn hướng đi khác thì có thể họ sẽ phát hiện ra nhiều điều tốt ở phe mình từng cho là xấu, và ngược lại.
Urushihara Satoshi là họa sĩ thiết kế chính cho 05 phiên bản từ Langrisser I cho đến Langrisser V. Nhưng từ Langrisser Millennium trở đi thì người thiết kế thay đổi, nhóm phát triển cũng khác và hoàn toàn không có mối quan hệ nào với thế giới của 05 phiên bản trước. Vì vậy Langrisser Millennium và Langrisser Millennium The Last Century không được xem là thành viên của gia đình Langrisser.

## Đặc trưng cơ bản
Ban đầu Langrisser được phát triển trên Mega Drive, nhưng sau đó chuyển sang nhiều hệ máy khác nhau như Sega Saturn, Snes,... Langrisser I, II do Masaya phát triển còn Langrisser III, IV, V thì do CareerSoft phát triển (nhưng thực chất những người phát triển cũng chỉ là một). 
Langrisser là series Simulation RPG có tính hoàn hảo cao, là game ứng dụng yếu tố thuộc tính vào gameplay nên tính chiến thuật rất phức tạp. Tuy có ít nhiều sai biệt giữa các phiên bản nhưng chúng đều có những đặc điểm chung nhất như sau. (Ngoại trừ Langrisser III có gameplay rất khác biệt so với các phiên bản còn lại)
+ Toàn bộ câu chuyện trong từng phiên bản được chia thành nhiều Scenario, mỗi Scenario hé lộ một phần cốt truyện thông qua các trận đánh và sự kiện trong Scenario đó. Ngoài những Scenario chính còn có một số Scenario ẩn (không liên quan tới cốt truyện) chỉ được kích hoạt khi người chơi đứng vào vị trí đặc biệt trong một số Scenario nhất định. Ngoài ra trong một số Scenario cũng có các vị trí đặc biệt mà nếu đứng vào, lựa chọn câu trả lời phù hợp thì người chơi sẽ được thưởng một số Item đặc biệt.
+ Trước mỗi trận đánh, người chơi được quyền lựa chọn vị trí cho đơn vị chỉ huy của một nhóm quân, được quyền mua Item và trang bị cũng như được quyền mua (thuê) binh lính. Nhưng cũng có một số Scenario đặc biệt không cho phép người chơi chọn lựa vị trí đứng ban đầu.
+ Mỗi nhóm binh sĩ bao gồm một đơn vị chỉ huy (là một nhân vật trong câu chuyện đối với phe người chơi) và các đơn vị lính thuê. Lính thuê chỉ dùng một lần (một Scenario) rồi bỏ. Mỗi đơn vị có số HP là 10 (trừ Langrisser III), khi HP xuống còn 0 thì đơn vị bị loại khỏi vòng chiến, hay nói nôm na là "chết". Khi đơn vị chỉ huy của nhóm "chết" đi thì toàn bộ các đơn vị lính thuê cũng sẽ chết theo. Các đơn vị chỉ huy, hay các nhân vật của phe người chơi không chết trong cuộc chơi khi HP xuống còn 0, mà họ chỉ tạm thời rút lui khỏi Scenario đó để rồi xuất hiện trở lại ở Scenario kế tiếp.

Một cảnh chiến đấu trong Der Langrisser

+ Mỗi đơn vị chỉ huy, ngoài các chỉ số tấn công, phòng thủ, ma thuật, MP... ra thì còn có các chỉ số tu chính (修正) và phạm vi chỉ huy (指揮範囲). Các đơn vị lính thuê nhận được đầy đủ chỉ số tu chính từ đơn vị chỉ huy nếu còn trong phạm vi chỉ huy và chỉ số tu chính này sẽ không còn (như Langrisser I, II) hoặc giảm đáng kể (Langrisser IV, V) khi ra khỏi phạm vi chỉ huy. Nói cách khác, phạm vi chỉ huy là tầm ảnh hưởng của đơn vị chỉ huy đối với các đơn vị lính thuê. Vì vậy, trong khi hành động thì các đơn vị lính thuê sẽ cố gắng bám sát đơn vị chỉ huy nhất.
+ Các bên tham chiến thay nhau hành động dựa theo "lượt đi". Ở hai phiên bản đầu, một bên tham chiến (người chơi hoặc máy tính) có thể di chuyển, cho hành động bất cứ đơn vị nào của mình theo bất cứ trật tự nào và chỉ một lần duy nhất trong lượt đi (trừ việc sử dụng phép thuật đặc biệt để có thể hành động lần nữa trong lượt). Nhưng ở hai phiên bản cuối thì mỗi bên tham chiến chỉ có thể cho hoạt động một nhóm binh sĩ trong một lúc mà thôi. Nhóm nào có đơn vị chỉ huy mang chỉ số phán đoán cao hơn sẽ được hành động trước.
+ Mỗi đơn vị có số HP cao nhất là 10. Lúc này đơn vị sẽ tấn công ở mức 100% hiệu suất sức mạnh của mình. Khi HP giảm, hiệu suất này cũng giảm theo. Điều này có nghĩa là một đơn vị A có 7 HP sẽ không bao giờ tiêu diệt được đơn vị B có 10 HP trong trận đánh, dù là đơn vị A mạnh hơn đơn vị B bao nhiêu lần đi nữa. Ngoài ra hiệu suất tấn công cũng còn phụ thuộc vào phương cách tấn công của đơn vị. Những đơn vị có cách tấn công nhanh thường có lợi thế hơn so với đơn vị có lối tấn công chậm. Đây là điểm khác biệt rất lớn giữa Langrisser và nhiều game RPG khác. Ngoài ra tính sát thương trong Langrisser còn phụ thuộc vào tính ngẫu nhiên. Đơn vị A có sức tấn công kém hơn sức phòng thủ của đơn vị B đôi khi cũng có thể gây ra tổn thương nho nhỏ cho đơn vị B.
+ Khi bắt đầu game, người chơi có quyền lựa chọn nhân vật của mình (các chỉ số, đồ trang bị và một số yếu tố khác) thông qua hình thức trả lời các câu hỏi. Tùy vào câu trả lời mà kết quả nhân vật có được rất khác nhau.

## Nội dung
Nội dung chủ yếu của Langrisser xoay quanh cuộc đấu tranh giữa cái thiện và cái ác thông qua hai đại diện: thánh kiếm Langrisser và ma kiếm Alhazard. Langrisser là thánh kiếm được nữ thần ánh sáng Lushiris gia hộ, tượng trưng cho những con người lương thiện còn ma kiếm Alhazard được thần hỗn mang Chaos gia hộ, là vật tượng trưng cho thế lực hắc ám, dã tâm của chúng sinh. Cuộc chiến giữa Langrisser và Alhazard là cuộc chiến không ngừng nghỉ, không có kết thúc, giống như giữa ngày và đêm, giữa âm với dương. Một trong hai yếu tố này không bao giờ mất đi mà chỉ tạm thời rút lui, nhường phần ưu thế cho thế giới đối lập.
Thế nhưng trong Langrisser không hề có sự cực đoan trong tư tưởng thiện ác. Không có cái thiện hoàn toàn và cũng không có cái ác hoàn toàn. Người chơi có thể lựa chọn nhiều hướng đi cho mình, dù thiện dù ác thì trong mỗi hướng đi cũng đều có những cái lý, động cơ hợp lý để người chơi đi theo. Nếu đi hướng A, người chơi thấy phe đối lập với mình là bất thiện, nhưng nếu đi theo hướng B, rất có thể họ sẽ thấy phe này hoàn toàn không bất thiện. Thiện hay ác không phải là vấn đề trọng tâm trong series Langrisser, mà chính lý tưởng sống mới là điều quan trọng. Các nhân vật trong các phe đều hành động theo lý tưởng của mình, đưa đến kết cục người đời xem là tốt hoặc xấu nhưng bản thân họ chỉ thấy mình hành động hết sức vì lý tưởng mà thôi. Ngay cả Chaos, vị thần hỗn mang của ma tộc, đối thủ lớn nhất của loài người, được xem là tà thần cũng không phải là hiện thân của cái ác toàn phần. Bản chất của Chaos là không thiện không ác, nó chỉ gây ra tình trạng nhiễu loạn trong những thời đại lặng lẽ, thời đại của sự bế tắc. Chỉ có trong thời loạn lạc thì tư tưởng con người mới có nhiều thành tựu. Đó chính là mục đích của Chaos, nhằm thúc đẩy sự tiến hóa của nền văn minh, của lịch sử.

Tượng nữ thần Lushiris trong điện thờ ánh sáng ở Langrisser V

Langrisser I giới thiệu cho người chơi truyền thuyết về thánh kiếm Langrisser một cách khái quát nhất, Langrisser II tiếp tục khai thác truyền thuyết này và mở rộng theo nhiều hướng.Langrisser III giải thích về sự hình thành của Langrisser và nguồn gốc của các nhân vật trong hai phiên bản trước. Langrisser IV và V tiết lộ toàn bộ sự thật về Langrisser, về nền văn minh cổ đại mà trong các phiên bản trước người chơi chỉ biết qua khái niệm thần thoại. Bản thân Alhazard được xem là ma kiếm trong các phiên bản trước, là đầu mối của mọi dã tâm, là mầm móng của mọi tranh chấp thì đến phiên bản cuối cùng trong series, nó được tiết lộ nguồn gốc là thanh kiếm phá tà, tiêu diệt tà ác của một nền văn minh khác. Còn Langrisser vốn được xem là thánh kiếm, đại diện của lòng lương thiện trong các phiên bản trước thì ở phiên bản cuối cùng lại lộ rõ bí mật là một bản sao chưa hoàn chỉnh của Alhazard. Như vậy, tà ác hay thánh thiện cũng chỉ là hai khái niệm tương đối trong Langrisser.

## Các phiên bản trong series
- Langrisser (Ngày 26 tháng 04 năm 1991, Mega Drive)
  - Langrisser Hikari no matsue (ラングリッサー ～光輝の末裔～) (Ngày 06 tháng 08 năm 1993, PC Engine)
  - Langrisser I (Ngày 02 tháng 10 năm 1998, Unbalance phát hành trên Win9X)
  - Langrisser (Ngày 16 tháng 04 năm 2003, Sega phát hành trên WindowsMe/2000/XP)
- Langrisser II (Ngày 26 tháng 08 năm 1994 trên Mega Drive)
  - Der Langrisser (Ngày 30 tháng 06 năm 1995 trên Super Famicom). Đây là bản remake của Langrisser II, nội dung của Langrisser II nhưng thêm vào đó nhiều phân nhánh, nhiều hướng đi mới và có thêm nhiều kết thúc mới.
  - Der Langrisser FX (Ngày 26 tháng 04 năm 1996 trên PC FX)
  - Langrisser I&II (Ngày 31 tháng 07 năm 1997 trên PlayStation). Đây là bản remake tổng hợp Langrisser I và Der Langrisser, thêm vào một số đoạn phim Anime dùng làm cutscene.
  - Langrisser Dramatic Edition (Ngày 26 tháng 02 năm 1998 trên Sega Saturn). Nội dung bao gồm Langrisser I&II, II chính là Der Langrisser nhưng có thêm một số Scenario mới.
  - Langrisser II (Ngày 20 tháng 11 năm 1998, Unbalance phát hành trên Win9X)
- Langrisser III (Ngày 18 tháng 10 năm 1996 trên Sega Saturn)
  - Langrisser III (Ngày 27 tháng 10 năm 2005, Taito phát hành trên PlayStation 2)
- Langrisser IV (Ngày 18 tháng 06 năm 1998 trên Sega Saturn)
  - Langrisser IV&V Final Edition (Ngày 28 tháng 01 năm 1999 trên PlayStation)
- Langrisser Tribute (Ngày 23 tháng 12 năm 1998, trên Sega Saturn). Đây là gói sản phẩm từ Langrisser I~V. Nội dung của II giống như trong Dramatic Edition.
- Langrisser Millennium (Ngày 13 tháng 11 năm 1999 trên Dream Cast, PC). Kể từ phiên bản này, nhân vật do họa sĩ truyện tranh Kaishaku thiết kế.
  - Langrisser Millennium THE LAST CENTURY (Ngày 09 tháng 03 năm 2000 trên Wonder Swan)

Langrisser I trên PC là phiên bản duy nhất được chuyển ngữ sang tiếng Anh với cái tên War Song. Một số phiên bản PC khác như Langrisser III cũng được chuyển ngữ sang tiếng Hoa và tiếng Đại Hàn.